# Volker Zotz
Volker Zotz, sinh ngày 28 tháng 10 năm 1956, là một nhà triết học người Áo, người đã có công đóng góp quan trọng trong việc nghiên cứu Phật giáo (佛教), Nho giáo (儒教), Chủ nghĩa siêu thực, Huyền học và Thần học. Khởi đầu sự nghiệp tại Đại học Viên, sau đó Zotz làm việc tại các trường đại học Kyōto, Tōkyō, Saarbrücken và Đại công quốc Luxembourg.
Gia đình của Zotz di cư từ Tyrol đến Đức. Zotz được sinh ra tại Landau, Đức, trong một gia đình văn hóa, nhận bằng tiến sĩ về Triết học tại Viên năm 1986. Khi Zotz chuyển đến Nhật Bản năm 1989, ông làm giáo sư tại Đại học Kyōto và Tōkyō. Mối quan hệ lâu dài giữa ông và nhà xã hội nhân chủng học Birgit Zotz; hai người đã có những ảnh hưởng lớn tới tư tưởng của nhau. Tác phẩm triết học của ông trong những năm sau tìm cách cung cấp một mối liên hệ giữa con đường nhận thức của triết học phương Tây, Phật giáo và Nho giáo và các nhu cầu tâm linh và nội tại của loài người. Tác phẩm nổi tiếng nhất của ông được biết đến ngày nay có tên Mit Buddha das Leben meistern (Cùng với Đức Phật vượt qua cuộc đời).

## Tác phẩm
- Maitreya. Kontemplationen über den Buddha der Zukunft. Hannoversch Münden 1984, ISBN 3-87998-054-3
- Zur Rezeption, Interpretation und Kritik des Buddhismus im deutschen Sprachraum vom Fin-de-Siècle bis 1930. Historische Skizze und Hauptmotive. Wien 1986
- Freiheit und Glück. Buddhas Lehren für das tägliche Leben. München 1987, ISBN 3-8138-0090-3
- André Breton. Rowohlt, Reinbek bei Hamburg 1990, ISBN 3-499-50374-3
- Erleuchtung im Alltag. München 1990, ISBN 3-8138-0175-6
- Buddha. Rowohlt, Reinbek bei Hamburg 1991 ISBN 3-499-50477-4
- Der Buddha im Reinen Land. Shin-Buddhismus in Japan. Diederichs, München 1991, ISBN 3-424-01120-7
- Geschichte der buddhistischen Philosophie. Rowohlt, Reinbek bei Hamburg 1996, ISBN 3-499-55537-9.
- Mit Buddha das Leben meistern. Buddhismus für Praktiker. Rowohlt, Reinbek bei Hamburg 1999 ISBN 3-499-60586-4
- Konfuzius. Rowohlt, Reinbek bei Hamburg 2000, ISBN 3-499-50555-X
- Auf den glückseligen Inseln. Buddhismus in der deutschen Kultur. Theseus, Berlin 2000, ISBN 3-89620-151-4
- Die neue Wirtschaftsmacht am Ganges. Redline, Heidelberg 2006, ISBN 3-636-01373-4
- Konfuzius für den Westen. Neue Sehnsucht nach alten Werten. O.W. Barth, Frankfurt am Main 2007, ISBN 978-3-502-61164-6
- Die Suche nach einem sozialen Buddhismus. Kairos, Luxembourg 2007, ISBN 2-9599829-6-7
- Business im Land der aufgehenden Sonne. Redline, Heidelberg 2008, ISBN 978-3-636-01449-8
- Kamasutra im Management. Inspirationen und Weisheiten aus Indien. Campus Verlag, Frankfurt am Main 2008, ISBN 978-3-593-38515-0

## Trích dẫn
Trong nhân vật chính của Hesse là Tất Đạt hội ngộ Đức Phật, là một chủ nghĩa cá nhân của Châu Âu hiện đại và nghi ngờ những giáo điều và mọi tổ chức.